# Trenčianske Jastrabie
Trenčianske Jastrabie (maďarsky Ölved, do roku 1907 Jasztrabje) je obec na Slovensku v okrese Trenčín. Žije v ní přibližně 1 400 obyvatel. První písemná zmínka o vesnici pochází z roku 1269. Ve vsi stojí římskokatolický kostel Nanebevzetí Panny Marie.

## Přírodní poměry
Obec leží v Bánovské kotlině, blízko Jastrabského sedla na rozhraní východních svahů Povážského Inovce a Podunajské pahorkatiny. V katastrálním území obce se nachází část přírodní památky Svinice. Obcí protéká Jastrabský potok.

## Doprava
Kolem obce prochází silnice I/50 i železniční trať mezi Trenčínem a Topoľčany. V obci ústí i asfaltová cesta k chatě pod Inovcem.

## Osobnosti
- Herbert Ďurkovič (1928–2007), komunistický politik